# Thirteen (álbum de Teenage Fanclub)
Thirteen é o quarto álbum do grupo escocês de rock alternativo Teenage Fanclub, lançado em 1993 em um acordo entre a Creation Records e a Geffen Records. Foi nomeado em homenagem à canção "Thirteen", da banda Big Star, uma forte influencia no som do Teenage Fanclub. O disco, auto-produzido, foi recebido com menor entusiasmo pela crítica após o seu lançamento, do que o seu antecessor Bandwagonesque. Mesmo assim o disco recebeu boas resenhas, sem chegar entretanto a se tornar um grande sucesso comercial, vendendo mundialmente apenas 150 mil cópias, enquanto seu predecessor vendeu 400 mil.

## Faixas
| No. | Titulo                   |  |  | Autor    |  |  |  |  |  |  |  | Duração |
| --- | ------------------------ |  |  | -------- |  |  |  |  |  |  |  | ------- |
| 1.  | "Hang On"                |  |  | Love     |  |  |  |  |  |  |  | 5:05    |
| 2.  | "The Cabbage"            |  |  | Blake    |  |  |  |  |  |  |  | 2:56    |
| 3.  | "Radio"                  |  |  | Love     |  |  |  |  |  |  |  | 2:56    |
| 4.  | "Norman 3"               |  |  | Blake    |  |  |  |  |  |  |  | 4:36    |
| 5.  | "Song to the Cynic"      |  |  | Love     |  |  |  |  |  |  |  | 3:36    |
| 6.  | "120 Mins"               |  |  | McGinley |  |  |  |  |  |  |  | 3:07    |
| 7.  | "Escher"                 |  |  | McGinley |  |  |  |  |  |  |  | 3:19    |
| 8.  | "Commercial Alternative" |  |  | Blake    |  |  |  |  |  |  |  | 2:40    |
| 9.  | "Fear of Flying"         |  |  | Love     |  |  |  |  |  |  |  | 5:25    |
| 10. | "Tears Are Cool"         |  |  | McGinley |  |  |  |  |  |  |  | 3:48    |
| 11. | "Ret Liv Dead"           |  |  | Blake    |  |  |  |  |  |  |  | 2:09    |
| 12. | "Get Funky"              |  |  | O'Hare   |  |  |  |  |  |  |  | 1:22    |
| 13. | "Gene Clark"             |  |  | Love     |  |  |  |  |  |  |  | 6:38    |

| 14. | "Genius Envy"         |  |  | McGinley     |  |  |  | 3:05 |
| 15. | "Don's Gone Columbia" |  |  | O'Hare       |  |  |  | 1:35 |
| 16. | "Chords of Fame"      |  |  | Phil Ochs    |  |  |  | 3:40 |
| 17. | "Weird Horses"        |  |  | McGinley     |  |  |  | 4:30 |
| 18. | "Golden Glades"       |  |  | O'Hare       |  |  |  | 2:40 |
| 19. | "Older Guys"          |  |  | Gram Parsons |  |  |  |      |